# 秋田県道44号雄和岩城線
秋田県道44号雄和岩城線（あきたけんどう44ごう ゆうわいわきせん）は、秋田県秋田市から由利本荘市までの県道（主要地方道）である。

## 概要
秋田市雄和相川の雄物川沿いの県道9号路線上から路線が始まり、約400メートル県道9号と重複する。路線は南東または東方向へ進み、山間部を通って君ヶ野川の上流から日本海近くまで並行し、終点付近でJR東日本 羽越本線の下を交差して国道7号に合流する路線である。終点の手前約1キロメートルで日本海東北自動車道 岩城ICに接続する。
県道9号のバイパスが整備され、当県道の起点から400メートル先に接続したことにより、当県道の起点が県道9号の路線上になった。

### 路線データ
- 総延長:13.051 km[2]
- 実延長 : 12.642 km[2]
- 起点 : 秋田県秋田市雄和相川字田表46番1（秋田県道9号秋田雄和本荘線路線上）[3]
- 終点 : 秋田県由利本荘市岩城内道川字川向44番2（国道7号交点）[3]
- 未供用区間 : なし[2]

## 歴史
- 1973年（昭和48年）3月31日 - 秋田県道に認定される[3]。
- 1993年（平成5年）5月11日 - 建設省から、県道雄和岩城線が雄和岩城線として主要地方道に指定される[4]。
- 2002年（平成14年）10月25日 - 日本海東北自動車道 岩城ICの供用開始にあわせて、由利郡岩城町内道川字観音下46番1地先から字中道68番2までと、由利郡岩城町内道川字馬場43番2地先から字川向44番2まで供用開始し[5]、終点の位置を変更する。

## 路線状況

### 重複区間
- 秋田県道9号秋田雄和本荘線（秋田市雄和相川字田表・地内）409m[2]

### 冬期閉鎖区間
- なし[6]

### 交通不能区間
- なし[7]

## 地理

### 交差する道路
| 施設名     | 接続路線名                | 備考              | 所在地                                                  |
| ---------- | ------------------------- | ----------------- | ------------------------------------------------------- |
|            | 秋田県道9号秋田雄和本荘線 | 起点 400m重複区間 | 秋田市雄和相川字田表・地内                              |
| 岩城IC     | 日本海東北自動車道        |                   | 由利本荘市岩城内道川北緯39度33分3.5秒 東経140度4分2.5秒 |
| 岩城IC入口 | 国道7号                   | 終点              | 由利本荘市岩城内道川                                    |

### 沿線の施設など
- 秋田県消防学校
- 秋田県防災学習館
- 秋田県総合射撃場
- JR東日本 羽越本線 道川駅（終点から国道7号を1km北上）
- 道の駅岩城（終点から国道7号を1km南下）